# Mont Maya
Pour les articles homonymes, voir Maya.
Ne doit pas être confondu avec Monts Maya.
Le mont Maya (摩耶山, Maya-san) est une montagne culminant à 702 m d'altitude à Kobe dans la préfecture de Hyōgo au Japon. C'est l'un des principaux pics des monts Rokkō et le plus populaire auprès des touristes de la partie occidentale des Rokkō.

## Géographie
La montagne, qui fait partie du parc national de Setonaikai, est réputée pour la vue qu'elle offre depuis sa cime. En particulier de Kikuseidai, parc situé juste à côté du sommet, les visiteurs bénéficient d'une vue sur la zone de la baie d'Osaka qui comprend Kobe, Nishinomiya, Amagasaki, Osaka, Sakai et deux aéroports de première importance, l'aéroport International du Kansai et l'aéroport de Kobe.

## Histoire
L'histoire du mont Maya est étroitement associée à celle du Tenjō-ji. Ce temple est supposé avoir été fondé en 646 par le moine Hodo à la demande de l'empereur Kōtoku. Au VIIIe siècle, un autre moine rapporte de Chine une statue de Māyā, la mère du Bouddha, et la consacre à ce temple.
Le Tenjō-ji a été longtemps un temple influent avant que le bâtiment original situé très près du sommet soit incendié par un pyromane en 1975. Le temple a été rétabli sur un site au nord et plus haut que l'original.

Vue panoramique depuis le sommet du mont Maya